# Nikos Spyropoulos
Nikolaos "Nikos" Spyropoulos (grekiska: Νίκος Σπυρόπουλος), född 10 oktober 1983 i Ioánnina, är en grekisk fotbollsspelare (vänsterback), som senast spelade för PAOK.

## Karriär

### Klubblag
Spyropoulos startade sin karriär i PAS Giannina där han under sin första säsong var med när klubben gick upp till Grekiska Superligan. Alla hans 33 seriematcher gjorde han dock under tiden som laget spelade i andradivisionen.
Under sommaren 2004 skrev Spyropoulos på för Panionios. Åtta månader senare, då han var på väg att skriva på för Panathinaikos tillsammans med lagkamraterna Alexandros Tziolis och Evangelos Mantzios, så testade han positivt för för höga halter av testosteron och blev avstängd i två år. Avstängningen hävdes dock och han kom att spela för Panionios under 3,5 år innan han flyttade vidare till Panathinaikos för en summa runt 2 miljoner euros. I Panathinaikos gjorde han 117 ligamatcher och fick vinna både Superligan och den Grekiska cupen 2010.
I januari 2013 värvades Spyropoulos till italienska Chievo. Han spelade två matcher för klubben innan en skada gjorde att han missade resten av säsongen. Han gick senare tillbaka till Grekland för spel med PAOK där han gjorde debut mot sin moderklubb PAS Giannina i december 2013.

### Landslag
Nikos Spyropoulos gjorde debut för Greklands landslag 17 november 2007 i en EM-kvalmatch mot Malta. Han var uttagen till truppen som spelade både EM 2008 och VM 2010. Totalt har Spyropoulos spelat 35 landskamper och gjort två mål.

## Meriter
Panathinaikos
- Grekiska Superligan: 2010
- Grekiska cupen: 2010